# ティモシー・コプラ
ティモシー・コプラ（Timothy Lennart Kopra、1963年4月9日-）は、テキサス州オースティン出身のアメリカ陸軍の大佐、アメリカ航空宇宙局の宇宙飛行士である。コプラは、第3機甲師団の一員として「砂漠の嵐」作戦に参加した。第20次長期滞在でフライトエンジニアとして国際宇宙ステーションに滞在し、2009年9月11日にSTS-128で地球に帰還した。

## 個人
コプラはアメリカのボーイスカウトに所属していた。ケンタッキー州ルイスバーク出身のドーン・ケイ・レーマンと結婚し、2人の子供がいる。母のマーサ・コプラはテキサス州オースティンに住んでいる。父のレナート・コプラは既に死去している。父はフィンランドの家系で、祖母のアンティはフィンランドのカレリア出身で、1910年にアメリカ合衆国に移住してきた。ティモシーの父はフィンランド語を話すが、彼自身は話さない。

## 教育
- 1981年:マッカラム高校卒業（テキサス州オースティン）
- 1985年:陸軍士官学校（ニューヨーク州ウエストポイント）で学士号取得
- 1995年:ジョージア工科大学で航空工学の修士号取得

## NASAでのキャリア
コプラは、走行車の試験技術者として1998年9月にNASAのジョンソン宇宙センターで勤め始めた。この地位で、彼は主にスペースシャトルの発射手順の連携と国際宇宙ステーションのハードウェアの試験を担当した。彼は、宇宙遊泳の装置や国際宇宙ステーションのトラスの建築試験を熱心に行った。
2000年7月にNASAによりミッションスペシャリストとして選ばれ、コプラは翌月に候補者の訓練を行った。その後2年間、スペースシャトルとISSの訓練やT-38の飛行訓練を行った。
コプラは第19次長期滞在、第20次長期滞在で、フライトエンジニアとして60日弱ISSに滞在した。
スペースシャトルの予定された最後の飛行となるSTS-133に搭乗することが発表されていたが、2011年1月15日、自宅近くで自転車事故を起こし腰を骨折、同ミッションをスティーブ・ボウエン飛行士に交代させられた。